# Rourea blanchetiana
Rourea blanchetiana é uma espécie  de planta com flor pertencente à família Connaraceae.
A autoridade científica da espécie é (Progel) Kuhlm., tendo sido publicada em Arquivos do Instituto de Biologia Vegetal 1(1): 40, f. 1. 1934.

## Brasil
Esta espécie  é nativa e endémica do Brasil, podendo ser encontrada na Região Nordeste. Em termos fitogeográficos pode ser encontrada no domínio da Mata Atlântica.
Não ocorrem táxons infra-específicos no Brasil.